# Ramiro al II-lea al Aragonului
Ramiro al II-lea (n. 24 aprilie 1086 – d. 16 august 1157, Abbey of St. Peter the Old⁠(d), Aragon, Spania), a fost regele Aragonului din 1134 până la retragerea sa publică din 1137. El a fost fiul cel tânăr al lui Sancho Ramirez al Navarei și a Feliciei de Roucy.
Domnia lui Ramiro a fost tumultuoasă. La începutul domniei lui, a avut probleme cu nobilii săi, care credeau că el va fi docil și ușor de condus pentru dorințele lor, însă au descoperit că este inflexibil. În scopul de a produce un moștenitor, el s-a căsătorit cu Agnes, fiica Ducelui Willaim al IX-lea, Duce de Aquitania. După ce s-a căsătorit, soția sa a născut o fiică, Petronilla, care a fost logodită cu Ramon Berenguer al IV-lea, Conte de Barcelona, la vârsta de un an. Contractul de căsătorie, semnat la Barbastro la 11 august 1137, a făcut-o pe Petronilla, moștenitoarea coroanei Aragoneze, iar în cazul morții ei fără nici un moștenitor, coroana trecea la Ramon Berenguer și a oricărui copil pe care îl avea cu o altă soție. Ramon l-a acceptat ca Rege, Domn și Tată pe Ramiro, a renunțat la numele său de familie în favoarea Casei de Aragon și a unit regiunea Barcelona cu Regatul. Această unire a creat Coroana de Aragon, întoarcerea la împărăția anterioară a Regatului Aragon, la poziția de putere peninsulară care fusese înainte de pierderea Navarei.
În timpul dintre aderarea sa și logodirea fiicei sale, Ramiro distrusese deja o rebeliune a nobililor și știind că nu este un rege al războiului, el a dat autoritatea sa cumnatului său, Ramon Berenguer pe 13 noiembrie 1137. Ramon a devenit Prințul poporului Aragonez și șeful electiv al armatelor regatului. Ramiro nu a demisionat în mod oficial la drepturile sale regale, continuând să utilizeze titlul regal și păstrând afacerile regatului, însă s-a retras din viața publică, revenind la mănăstirea San Pedro în Huesca. A murit acolo pe 16 august 1157, iar coroana sa a trecut oficial la fiica sa, Petronilla.

## Sursă
- Belenguer, Ernest (2006). «Aproximación a la historia de la Corona de Aragón». La Corona de Aragón. El poder y la imagen de la Edad Media a la Edad Moderna (siglos XII – XVIII). Sociedad Estatal para la Acción Cultural Exterior (SEACEX), Generalitat Valenciana y Ministerio de Cultura de España: Lunwerg, pp. 25–53. ISBN 84-9785-261-3
- Bisson, Thomas N. (2000). The Medieval Crown of Aragon: A Short History. Oxford: Clarendon Press.
- Chaytor, Henry John. (1933). A History of Aragon and Catalonia. London: Methuan Publishing.
- Lapeña Paúl, Ana Isabel. (2008). Ramiro II de Aragón: el rey monje (1134–1137). Gijón: Trea. ISBN 978-84-9704-392-2